# Саттон, Вилли
Уильям «Уилли» Саттон (англ. Willie Sutton, 30 июня 1901 — 2 ноября 1980) — американский преступник, грабитель банков, укравший на протяжении своей криминальной карьеры около двух миллионов долларов и проведший значительную часть своей взрослой жизни в тюрьме. Известен тем, что якобы на вопрос журналиста о том, почему он грабил банки, дал ответ «Потому что деньги были именно там», хотя эта история многими рассматривается как городская легенда. За свою жизнь ограбил более 100 банков.

## Биография
Родился в Бруклине в бедной семье англо-ирландских эмигрантов, окончил только восемь классов школы. На путь криминала встал ещё в раннем детстве, но впоследствии гордился тем, что за свою жизнь не убил ни одного человека.
В основном занимался кражами, ограблениями и разбойными нападениями, получив большую известность в бруклинской криминальной среде и заслужив прозвище «актёр» за то, что с целью обмана других людей и последующих грабежей и краж он часто переодевался в полицейских, охранников, уборщиков, курьеров и играл эти роли с большим правдоподобием.
В возрасте 21 года он был арестован по обвинению в убийстве, но оправдан и до конца жизни утверждал, что этого преступления не совершал. Свои наиболее громкие преступления совершил в 1920-е и 1930-е годы, был неоднократно пойман и арестован, но своими побегами получил не меньшую известность, чем своими преступлениями, а среди заключённых, несмотря на свой маленький рост, всегда пользовался большим авторитетом. После отбывания года в тюрьме за ограбление банка в 1927 году он стал особенно активен и в 1930 году, переодевшись курьером компании Western Union, ограбил крупнейший банк на Манхеттене, ювелирную лавку и несколько других объектов; через два месяца был пойман и заключён в тюрьму Синг-Синг, но бежал оттуда в 1932 году и уехал в Филадельфию.
В Филадельфии Саттон был довольно быстро пойман во время очередного ограбления и заключён в тюрьму в Пенсильвании, где просидел 15 лет. В апреле 1945 года он совершил побег, но был пойман в тот же день и приговорён за это к пожизненному заключению, но в 1947 году совершил свой самый известный побег, принёсший ему общенациональную известность, когда он вместе с несколькими сообщниками украл форму охранников и изготовил макеты пистолетов из дерева. Оказавшись на свободе, он стал вести себя тише, но в 1952 году был пойман агентами ФБР (находясь с 1950 года в числе наиболее разыскиваемых преступников). Был приговорён к пожизненному заключению, но в 1969 году с учётом состояния здоровья и примерного поведения был освобождён. В последние годы жизни консультировал банки по вопросам систем защиты от грабителей, написал автобиографию и охотно давал интервью журналистам.